# دان ليم
دان ليم هو سياسي فلبيني، ولد في 11 فبراير 1952 في تاغبيلاران في الفلبين. حزبياً، نشط في تحالف الشعب الوطني ‏.